# Comitè Organitzador Olímpic Barcelona'92
El Comitè Organitzador Olímpic Barcelona'92 (conegut com a COOB'92) es va constituir el dia 12 de març de 1987, cinc mesos després de la signatura del contracte amb el Comitè Olímpic Internacional. La funció d'aquesta entitat, un consorci entre entitats públiques i privades, va ser l'organització dels Jocs Olímpics d'estiu de Barcelona. Les seves funcions era reprendre la tasca que fins a aquell moment havia assumit el Consell Rector de la Candidatura. i en formaven part diverses institicions: Ajuntament de Barcelona, el COE, l'Administració de l'Estat i la Generalitat de Catalunya.

## Organització del Comitè
Un cop el Comitè Olímpic Internacional va fer pública la seva decisió de nominar Barcelona com a ciutat seu dels Jocs de 1992, aquesta nominació va haver-se de fer efectiva mitjançant la signatura d'un contracte que, seguint les indicacions de la Carta Olímpica, obligava a al creació d'un Comitè Organitzador dels Jocs Olímpics (COJO) que, en el cas dels Jocs Olímpics de Barcelona, va anomenar-se Comitè Organitzador Olímpic Barcelona'92 (COOB'92).

### Els estatuts
Els 13 articles sobre el règim orgànic del COOB'92 descrivien la composició i el govern del consorci: l'Assemblea General, la Comissió Executiva i la Comissió Permanent.

#### L'Assemblea General
Es componia inicialment de 98 membres (dos del COI) designats per les entitats consorciades. El president de l'Assemblea era l'alcalde de Barcelona; el vicepresident primer era el president del COE; el vicepresident segon era un membre de l'Assemblea d'entre els representants de l'Administració de l'Estat i el vicepresident tercer un membre de l'Assemblea entre els representants de la Generalitat de Catalunya.
Les competències de l'Assemblea General van ser l'aprovació, la modificació i la revisió dels plans i dels programes d'actuació; l'aprovació dels pressupostos; la modificació dels estatuts; l'admissió de nous membres i l'aprovació del reglament del consorci.

#### La Comissió Executiva
Adoptava els acords i les decisions que no quedaven reservats a l'Assemblea. Es componia del president i els tres vicepresidents, el conseller delegat del COOB'92 i setze vocals (sis de l'Ajuntament de Barcelona, quatre pel COE, dos per la Generalitat i dos pel COI), als que es podrien afegir tants vocals cooptats com acordessin les entitats.

#### La Comissió Permanent
La seva funció era estudiar i preparar les sessions de la Comissió Executiva i totes les altres funcions que la Comissió Executiva li delegués. Els seus membres eren el president, el conseller delegat, vuit vocals (dos per l'Ajuntament de Barcelona, dos pel COE, dos per l'Administració de l'Estat i dos per la Generalitat), als que es podien afegir tants vocals cooptats com s'acordés, i el director general del COOB'92 i el director de la seva Àrea Esportiva, els dos amb veu però sense vot.

## Dissolució de COOB
La dissolució de Comitè Organitzador de les Olimpíades de Barcelona es va acordar el dia 15 de setembre de 1992, pocs dies després d'acabats els Jocs Olímpics de Barcelona. Qui havia estat conseller delegat del COOB passava a ser liquidador únic de consorci i les entitats privades que en formava part i se'l va facultar per tramitar a la constitució d'una fundació que vetllés per la preservació el record dels Jocs, la Fundació Barcelona Olímpica. Com a conseqüència es va crear un arxiu per a mantenir els documents generats per a l'esdeveniment així com fotografies, vídeos, cartells oficials i objectes.